# Bactrocera cogani
Bactrocera cogani är en tvåvingeart som beskrevs av White 2006. Bactrocera cogani ingår i släktet Bactrocera och familjen borrflugor.
Artens utbredningsområde är Angola. Inga underarter finns listade.